# Пихта Фаржа
Пихта Фаржа (лат. Ábies fargésii) — вид хвойных растений рода Пихта (Abies) семейства Сосновые (Pinaceae). Впервые описан французским ботаником Адриеном Рене Франше в 1899 году.

## Распространение и среда обитания
Эндемик центрального Китая, встречающийся в провинциях Ганьсу, Хэнань, Хэбэй, Шэньси и Сычуань; типовой экземпляр — из Сычуани.

## Ботаническое описание
Фанерофит. Дерево высотой до 40 м.
Кора грубая, тёмно-серая или тёмно-серо-коричневая.
Листва (хвоя) тёмно-зелёная; листья сплющенные, обратноланцетовидно-линейные.
Почки яйцевидные или почти шаровидные, смолистые. Шишки тёмно-фиолетовые или красно-коричневые, цилиндрической формы.
Семена треугольно-яйцевидные, с придатками в виде клиновидных крылышек.

## Значение
Древесина Abies fargesii применяется, в частности, для строительства, изготовления мебели. В последнее время из-за уменьшения числа популяций был введён запрет на вырубку.

## Природоохранная ситуация
По данным Международного союза охраны природы растение не имеет угроз к исчезновению, однако из-за лесозаготовок и прохождения кислотных дождей на отдельных участках численность экземпляров начинает снижаться.